# Phalangodus anacosmetus
Phalangodus anacosmetus is een hooiwagen uit de familie Cranaidae.